# Gabriel Bortoleto
Gabriel Lourenzo Bortoleto Oliveira (* 14. října 2004 Osasco) je brazilský závodní jezdec, od roku 2025 působící ve Formuli 1 jako pilot týmu Sauber.
Narodil se a vyrůstal v São Paulu. V motokárách začal závodit v sedmi let, vyhrál několik titulů a v roce 2020 debutoval v juniorské formuli. V roce 2023 vyhrál Formuli 3 s týmem Trident. V roce 2024 vstoupil do Formule 2 s týmem Invicta a stal se mistrem světa. V hlavním závodě na Monze se stal historicky prvním jezdcem ve Formuli 1 nebo 2, který dokázal závod vyhrát při startu z poslední pozice.
V letech 2023 a 2024 byl členem akademie McLarenu. Prvního testu v monopostu Formule 1 se zúčastnil na Red Bull Ringu v září 2024, kdy řídil McLaren MCL36. Od roku 2025 je jezdcem Sauberu. S týmem má uzavřenou smlouvu do konce roku 2026.

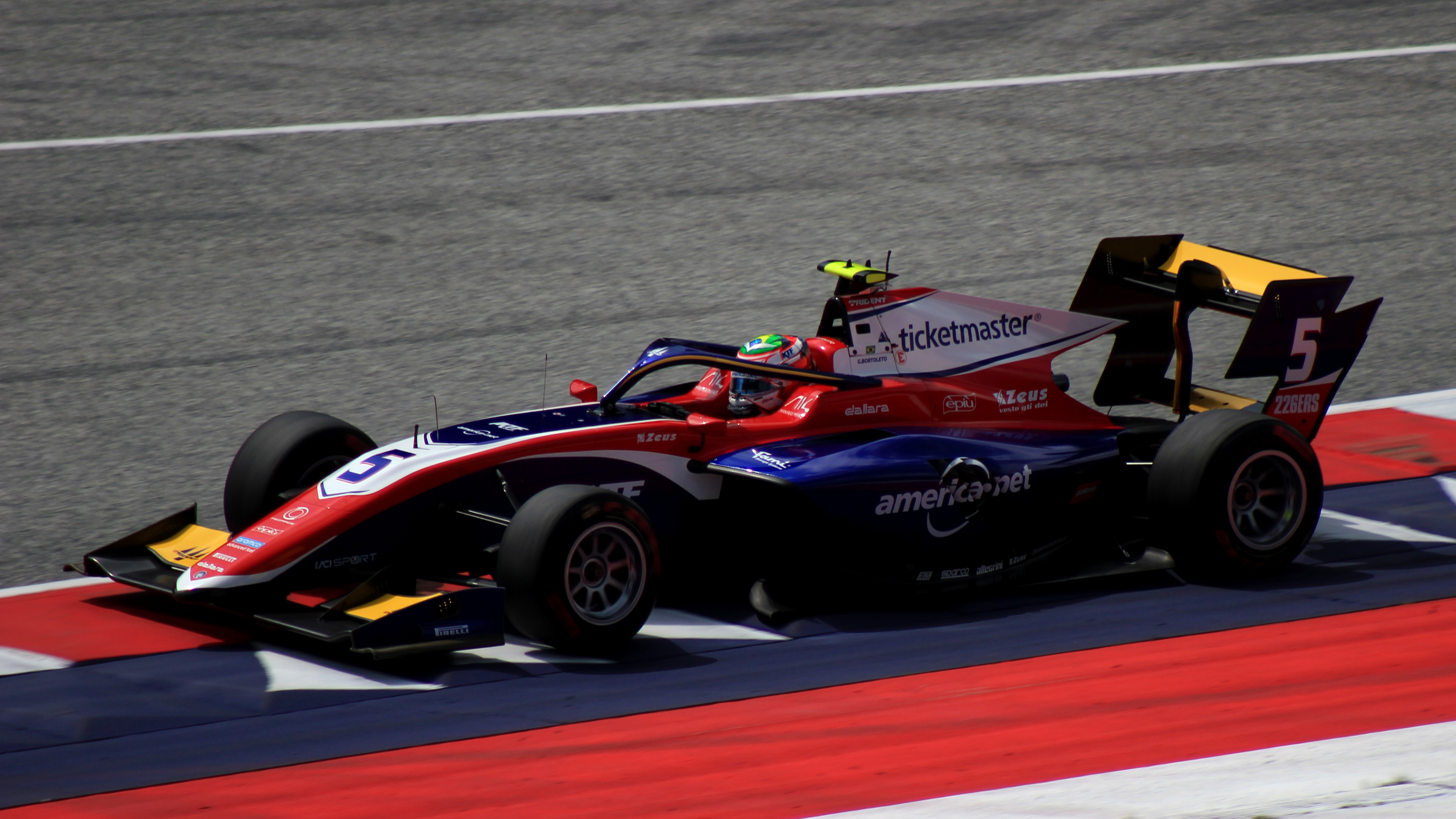
Bortoleto v monopostu Dallara F3 2019 během závodu v Rakousku

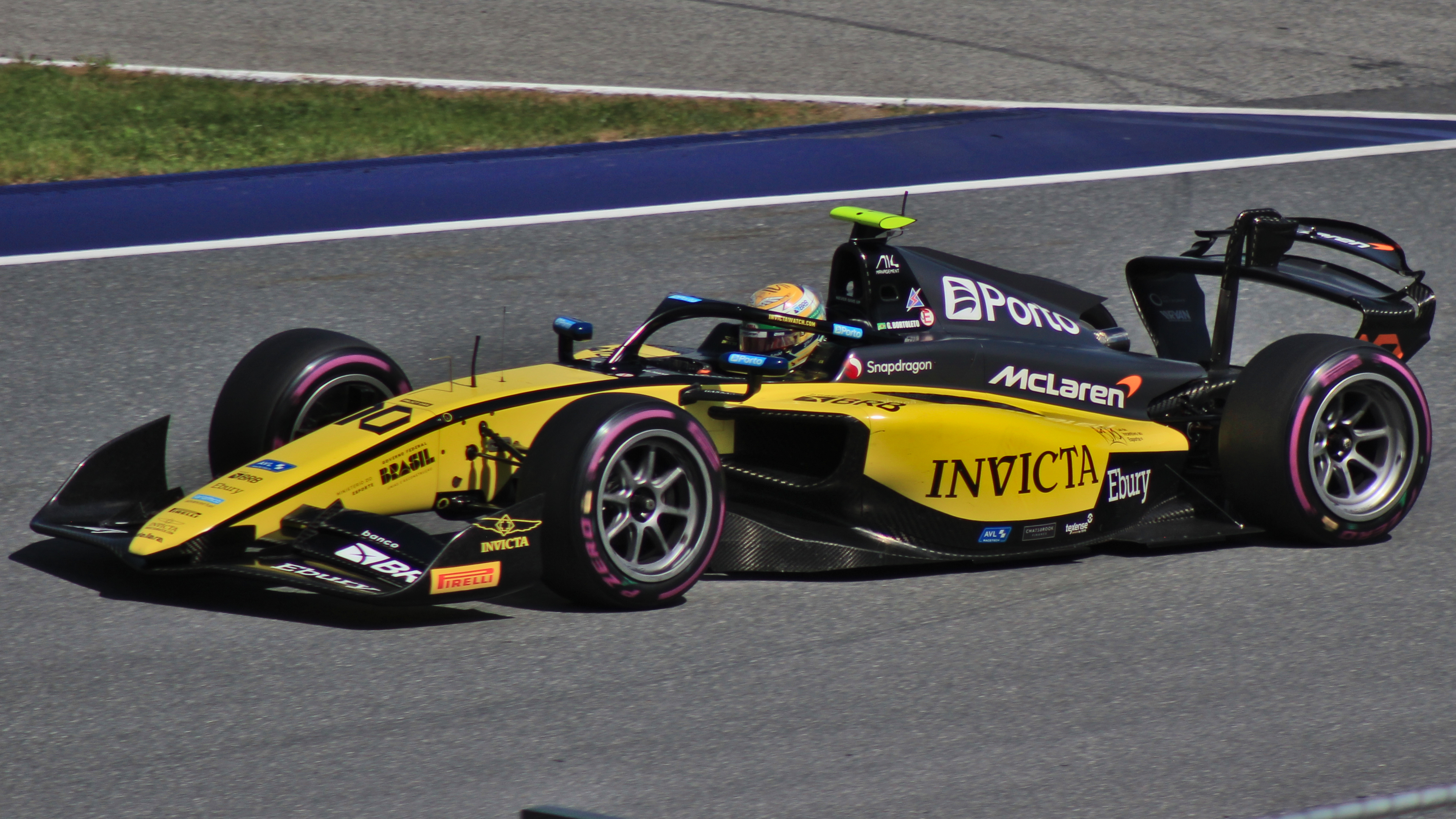
Bortoleto v monopostu Dallara F2 2024 během závodu v Rakousku

## Formule 1
V září 2022 se Bortoleto připojil ke společnosti vedené Fernandem Alonsem. Po zisku titulu ve Formuli 3 podepsal v říjnu 2023 smlouvu s akademií McLarenu. První test v monopostu Formule 1 absolvoval na Red Bull Ringu s vozem McLaren MCL36.

### Sauber (2025)
Sauber 6. listopadu 2024 potvrdil, že se Bortoleto od roku 2025 připojí k týmu, se kterým podepsal víceletou smlouvu. Jeho týmovým partnerem bude Nico Hülkenberg. Oba nahradí odcházející duo Valtteri Bottas a Čou Kuan-jü.

## Výsledky
| Legenda k tabulce | Legenda k tabulce                                                                       |
| Barva             | Výsledek                                                                                |
| ----------------- | --------------------------------------------------------------------------------------- |
| Zlatá             | Vítěz                                                                                   |
| Stříbrná          | 2. místo                                                                                |
| Bronzová          | 3. místo                                                                                |
| Zelená            | Bodované umístění                                                                       |
| Modrá             | Nebodované umístění                                                                     |
| Modrá             | Dokončil neklasifikován (NC)                                                            |
| Fialová           | Odstoupil (Ret)                                                                         |
| Červená           | Nekvalifikoval se (DNQ)                                                                 |
| Červená           | Nepředkvalifikoval se (DNPQ)                                                            |
| Černá             | Diskvalifikován (DSQ)                                                                   |
| Bílá              | Nestartoval (DNS)                                                                       |
| Bílá              | Závod zrušen (C)                                                                        |
| Světle modrá      | Pouze trénoval (PO)                                                                     |
| Světle modrá      | Páteční testovací jezdec (TD)                                                           |
| Bez barvy         | Netrénoval (DNP)                                                                        |
| Bez barvy         | Vyřazen (EX)                                                                            |
| Bez barvy         | Nepřijel (DNA)                                                                          |
| Bez barvy         | Odvolal účast (WD)                                                                      |
| Bez barvy         | Nezúčastnil se (prázdné)                                                                |
| Označení          | Význam                                                                                  |
| Tučnost           | Pole position                                                                           |
| Kurzíva           | Nejrychlejší kolo                                                                       |
| †                 | Jezdec nedojel do cíle, ale byl klasifikován, protože odjel více než 90 % délky závodu. |
| ‡                 | Byl udělován poloviční počet bodů, protože bylo odjeto méně než 75 % délky závodu.      |
| Horní index       | Umístění bodujících jezdců ve sprintu                                                   |

### Závodní kariéra
| Sezóna | Série                     | Tým                       | Závody | Vítězství | PP | NK | Pódia | Body  | Umístění   |
| ------ | ------------------------- | ------------------------- | ------ | --------- | -- | -- | ----- | ----- | ---------- |
| 2020   | Italian F4                | Prema Powerteam           | 20     | 1         | 4  | 1  | 5     | 157   | 5. místo   |
| 2021   | Formula Regional European | FA Racing by MP           | 20     | 0         | 0  | 0  | 1     | 44    | 15. místo  |
| 2021   | Stock Car Light Brasil    | KTF Racing                | 4      | 1         | 1  | 0  | 1     | 60    | 13. místo  |
| 2022   | Formula Regional Asian    | 3Y by R-ace GP            | 6      | 1         | 0  | 0  | 1     | 46    | 14. místo  |
| 2022   | Formula Regional European | R-ace GP                  | 20     | 2         | 2  | 1  | 5     | 176   | 6. místo   |
| 2022   | Stock Car Brasil          | KTF Sports                | 1      | 0         | 0  | 0  | 0     | 0     | —          |
| 2023   | FIA Formule 3             | Trident                   | 18     | 2         | 1  | 3  | 6     | 164   | 1. místo   |
| 2024   | FIA Formule 2             | Invicta Racing            | 24     | 2         | 2  | 2  | 5     | 214,5 | 1. místo   |
| 2025   | Formule 1                 | Stake F1 Team Kick Sauber | 12     | 0         | 0  | 0  | 0     | 14*   | 17. místo* |

### Kompletní výsledky ve Formuli 3
| Rok  | Tým     | 1          | 2         | 3         | 4         | 5         | 6         | 7         | 8         | 9          | 10        | 11        | 12        | 13        | 14        | 15          | 16         | 17        | 18        | Body | Umístění |
| ---- | ------- | ---------- | --------- | --------- | --------- | --------- | --------- | --------- | --------- | ---------- | --------- | --------- | --------- | --------- | --------- | ----------- | ---------- | --------- | --------- | ---- | -------- |
| 2023 | Trident | BHR SPR 19 | BHR FEA 1 | MEL SPR 6 | MEL FEA 1 | MON SPR 6 | MON FEA 5 | CAT SPR 4 | CAT FEA 4 | RBR SPR 10 | RBR FEA 2 | SIL SPR 2 | SIL FEA 6 | HUN SPR 2 | HUN FEA 7 | SPA SPR Ret | SPA FEA 11 | MNZ SPR 2 | MNZ FEA 5 | 164  | 1. místo |

### Kompletní výsledky ve Formuli 2
| Rok  | Tým            | 1         | 2         | 3          | 4           | 5           | 6           | 7         | 8         | 9         | 10        | 11        | 12         | 13        | 14        | 15        | 16        | 17         | 18        | 19         | 20        | 21        | 22        | 23        | 24        | 25        | 26        | 27        | 28        | Body  | Umístění |
| ---- | -------------- | --------- | --------- | ---------- | ----------- | ----------- | ----------- | --------- | --------- | --------- | --------- | --------- | ---------- | --------- | --------- | --------- | --------- | ---------- | --------- | ---------- | --------- | --------- | --------- | --------- | --------- | --------- | --------- | --------- | --------- | ----- | -------- |
| 2024 | Invicta Racing | BHR SPR 6 | BHR FEA 5 | JED SPR 10 | JED FEA Ret | MEL SPR Ret | MEL FEA Ret | IMO SPR 6 | IMO FEA 2 | MON SPR 2 | MON FEA 8 | CAT SPR 5 | CAT FEA 10 | RBR SPR 4 | RBR FEA 1 | SIL SPR 4 | SIL FEA 6 | HUN SPR 16 | HUN FEA 4 | SPA SPR 10 | SPA FEA 2 | MNZ SPR 8 | MNZ FEA 1 | BAK SPR 5 | BAK FEA 4 | LSL SPR 5 | LSL FEA 3 | YMC SPR 2 | YMC FEA 2 | 214,5 | 1. místo |

### Kompletní výsledky ve Formuli 1
| Rok  | Tým                       | Šasi            | Motor                   | 1       | 2      | 3      | 4      | 5      | 6       | 7      | 8      | 9      | 10     | 11    | 12      | 13    | 14    | 15  | 16  | 17  | 18  | 19  | 20  | 21  | 22  | 23  | 24  | Body | Umístění   |
| ---- | ------------------------- | --------------- | ----------------------- | ------- | ------ | ------ | ------ | ------ | ------- | ------ | ------ | ------ | ------ | ----- | ------- | ----- | ----- | --- | --- | --- | --- | --- | --- | --- | --- | --- | --- | ---- | ---------- |
| 2025 | Stake F1 Team Kick Sauber | Kick Sauber C44 | Ferrari 066/12 1,6 V6 t | AUS Ret | CHN 14 | JPN 19 | BHR 18 | SAU 18 | MIA Ret | EMI 18 | MON 14 | ESP 12 | CAN 14 | AUT 8 | GBR Ret | BEL 9 | HUN 6 | NED | ITA | AZE | SIN | USA | MXC | SAP | LVG | QAT | ABU | 14*  | 17. místo* |